# 休利茨蘭丁 (紐約州)
休利茨蘭丁（英語：Huletts Landing）是位於美國紐約州華盛頓縣的非建制地區。

## 歷史
休利茨蘭丁的郵局自1874年營運至今。

## 地理
休利茨蘭丁所處的海拔為高於海平面113米（即371英呎），而該地所採用的時區為UTC-5，即北美东部时区（EST）。同時該地設有夏令時間，為UTC-5調快一小時，即UTC-4（EDT）。